# Egesina pascoei
Egesina pascoei är en skalbaggsart som beskrevs av Stefan von Breuning 1961. Egesina pascoei ingår i släktet Egesina och familjen långhorningar.
Artens utbredningsområde är Sarawak. Inga underarter finns listade i Catalogue of Life.